# Венера 6
Венера 6 е автоматичен космически апарат, изстрелян от СССР на 10 януари 1969 г. 06:28 стандартно време с цел изследване на Венера. Общата маса на апарата е 1130 kg. Изстрелян е с помощта на ракетата носител Мълния-М. Общата конструкция на апарата е подобна на Венера 4, но е с подобрена издръжливост. Спускаемият модул с тегло 405 kg навлиза в атмосферата на Венера на 17 май 1969 г. и предава данни в продължение на 51 минути, като настъпва повреда преди да бъде достигната повърхността. Спускането бива забавено с помощта на парашут, като апаратът каца на място от повърхността с коодинати 5° южна ш. и 23° изт. д.. Правят се измервания на температурата, налягането, осветеността и химичния състав на атмосферата. Температурата е от 25 до 320 °C, а налягането от 0,5 до 27 атмосфери, за височини от 55 до 18 км.
При спускането на два пъти са взети проби за анализ на атмосферата. Първият път при налягане 2 атмосфери и температура около 85 °C. Вторият път – 10 атмосфер и 225 °C. Извършени са над 70 измервания на налягането повече от 50 на температурата. При сравнение на показанията направени от станциите „Венера-5“ и „Венера-6“ са открити различия по височина при еднакви налягания и температури. Този резултат се обяснява с различие (примерно 13 км) във височината на релефа на повърхността на планетата в точките на спускане на апаратите, разстоянието между които е няколкостотин километра. Анализът на атмосферата показал, че се състои от 97 % въглероден двуокис, 2 % азот, не повече от 0,1 % кислород, и незначително количество водна пара.
Фотометърът регистрира осветеност под долния праг. Направени са измервания на потоците плазма („слънчев вятър“) в околностите на Венера.
Спускаемият апарат спира изпращането на информация към Земята, когато налягането достига 27 атмосфери, това става на височина 18 км над повърхността.
Спускаемите модули на Венера 5 и Венера 6 навлизат в атмосферата на планетата откъм нощната и страна в два района отдалечени на 300 км един от друг. Според измерванията на двата апарата е определен приблизителния химичен състав на атмосферата на Венера:97 % въглероден двуокис, азот и инертни газове не повече от 2 %, водна пара около 1 %. Температура на 20 км над повърхността +325 градуса, съответно атмосферно налягане 27 атмосфери